# Assaeroporti

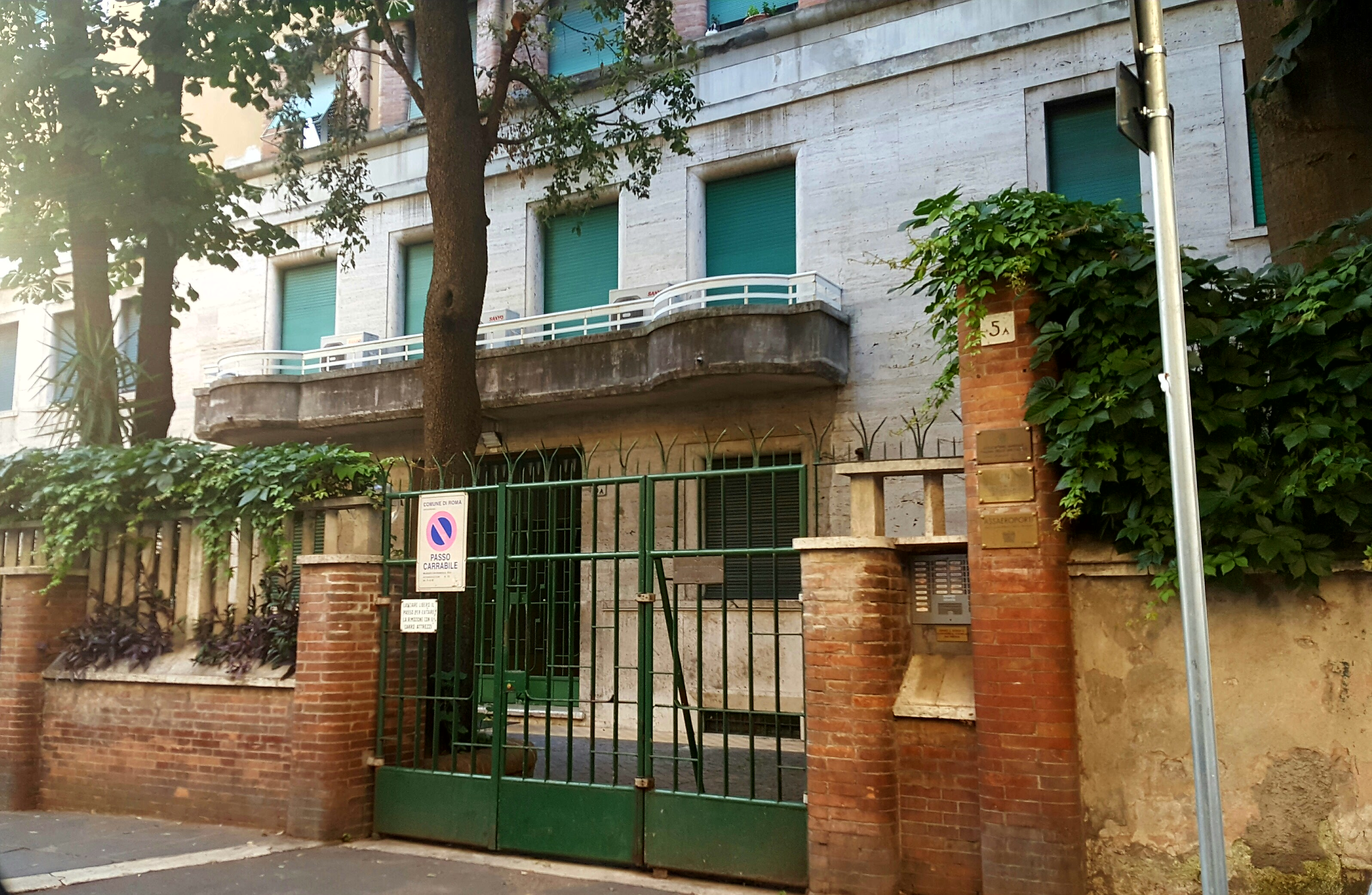
Hauptsitz von Assaeroporti (Rom)

Assaeroporti, in der Langform: Associazione Italiana Gestori Aeroporti (deutsch: „Italienischer Flughafenbetreiber-Verband“), ist eine 1967 gegründete Organisation mit Sitz in Rom. Er vereinigt nationale Flughafenbetreiber und  ist Teil des Arbeitgeberverbandes Confindustria und Mitglied im internationalen Dachverband Airports Council International.
Der Verband vertritt derzeit (2017) die Interessen von 33 italienischen Unternehmen, die insgesamt 42 Verkehrsflughäfen betreiben. Bekannt ist der Verband für die monatliche und jährliche Veröffentlichung der Verkehrszahlen der Mitgliedsflughäfen.